# Keizerinbriljantkolibrie
De keizerinbriljantkolibrie (Heliodoxa imperatrix) is een vogel uit de familie Trochilidae (kolibries).

## Verspreiding en leefgebied
Deze soort komt voor van het westelijke deel van Centraal-Colombia tot noordwestelijk Ecuador.